# Niue
Insula Niue este o țară insulară situată în partea central-sudică a Oceanului Pacific. Este una dintre cele mai mari insule de corali și unul dintre cele mai mici state independente din lume, având o guvernare separată, în liberă asociere cu Noua Zeelandă.
Niue este o insulă de formă aproximativ ovală, cu stânci sparte și spălate de mare și cu un platou intern, care se ridică până la o înălțime de circa 60 m. Cea mai fertilă parte a insulei, unde trăiesc majoritatea locuitorilor, este pământul din apropierea coastei, unde sunt întâlnite regiuni împădurite cu palmieri și smochini. Aproape un sfert din suprafața insulei poate susține o formă sau alta de agricultură, deși solurile nu sunt de bună calitate. În Niue nu se găsesc râuri sau pâraie, iar apa se filtrează prin solul și coralul poros, ajungând în ocean. Precipitațiile, care ating, în medie, o valoare de 2000 mm pe an, trebuie colectate și depozitate.
Statul nu dispune de o economie foarte dezvoltată, veniturile aduse de cei aproximativ 1.300 de turiști pe an constituind o contribuție majoră. Vânzarea de mărci filatelice colecționarilor străini și exportul de copra, lămâi și miere generează venituri suplimentare. Ajutorul extern, provenit în special, din parte Noii Zeelande, a permis țării dezvoltarea infrastructurii, aici incluzând televiziunea și rețeaua de telefonie. Cu toate acestea, locurile de muncă sunt limitate, aproximativ 15.000 de localnici fiind nevoiți să migreze în Noua Zeelandă pentru găsi de lucru.
Populația este compusă, în mare parte, din samoani și tongani, care s-au stabilit pe insulă și și-au format propria limbă, niueana.